# 에어 스웨덴
에어 스웨덴(영어: Air Sweden)은 스웨덴의 항공사로 2009년 설립되어 스톡홀름에 본사를 두고 있으며 스톡홀름 알란다 공항을 거점으로 운항하고 있다.